# Schifferstadt
Schifferstadt ist eine verbandsfreie Stadt mit rund 22.000 Einwohnern in Rheinland-Pfalz und Teil der Europäischen Metropolregion Rhein-Neckar. Die Stadt liegt im Rhein-Pfalz-Kreis und ist gemäß Landesplanung als Mittelzentrum ausgewiesen.

## Geographie
Schifferstadt liegt im Norden des Oberrheingrabens in der Vorderpfalz. Es ist die einzige Stadt im Rhein-Pfalz-Kreis und im Landesentwicklungsprogramm als Mittelzentrum im Ergänzungsnetz ausgewiesen.
Schifferstadt liegt 93 bis 103 m ü. NHN in der Europäischen Metropolregion Rhein-Neckar, einem 2,4 Millionen Einwohner zählenden Verdichtungsraum. Angrenzend im Osten liegen der Odenwald und im Westen der Pfälzerwald. Das Landschaftsbild prägen Äcker, Wiesen und Wald. In der Nähe sind Rheinauen und Baggerseen. Durch Schifferstadt fließt der Rehbach, der in den Rhein mündet. Die geographische Lage des Schifferstadter Rathauses ist 49°23′10″ nördliche Breite und 8°22′16″ östlicher Länge. Das Stadtgebiet hat eine Fläche von etwa 6,77 km².
Schifferstadt hat eine verkehrsgünstige Lage: Das Verkehrsnetz umfasst S-Bahn, Fernverkehrsstrecken, Landes-, Kreis- und Bundesstraßen (B 9) sowie einen Autobahnanschluss (A 61).

### Klima
Die Stadt liegt geographisch in der gemäßigten Klimazone, im wärmsten und trockensten Gebiet Deutschlands. An mehr als 40 Tagen im Sommer werden über 25 °C gemessen. Dank des frühen Einzugs des Frühlings besteht eine lange Vegetationszeit. In den Sommermonaten ist es oft schwül-heiß und gewittrig. Im Sommer sinkt die Temperatur nachts oft nicht unter 20 °C. Die bisherige Höchsttemperatur während der Hitzewelle 2003 betrug 40,1 °C, die Jahresdurchschnittstemperatur liegt bei 11,5 °C. Eine Wetterstation mit online einsehbaren Daten befindet sich am nördlichen Ortsrand.

### Nachbargemeinden
Folgende Städte und Gemeinden grenzen an Schifferstadt (von Westen im Uhrzeigersinn): Böhl-Iggelheim, Dannstadt-Schauernheim, Mutterstadt, Limburgerhof, Neuhofen, Waldsee, Otterstadt, Speyer und Dudenhofen.

## Geschichte

### Name
Der älteste, 868 urkundlich überlieferte Ortsname lautet „Sciffestad“. 977 (bzw. 987) findet man „Skeferstat“, 1035 „Sciferstat“. Die Silbe „scif“, althochdeutsch auch „scef“, bedeutet Schiff. Es gibt mehrere Deutungen des Ortsnamens:
- Georg Heeger: „Der Flößerei auf dem Rehbach verdankt Schifferstadt seine Entstehung. Der älteste Name „Sciffestad“ bedeutet Floßgestade.“
- Karl Christ: „Schon der alte Name von Schifferstadt bedeutet Floßgestade oder Stätte der Flößer, die Schiffer hießen.“

Henning Kaufmann (Pfälzische Ortsnamen. München 1971) sowie Martin Dolch und Albrecht Greule (Historisches Siedlungsnamenbuch der Pfalz. Speyer 1991) gehen von einem Personennamen Skifheri (Kurzform Skiffo) aus, der Grundlage für die Bildung des Ortsnamens mit dem Grundwort -statt sei, da zum einen das Wort „Schiffer“ erst in der mittelniederdeutschen Form „schipper, schepper“ ins Mittelhochdeutsche gedrungen sei und pfälzische Ortsnamen auf ‑statt, -stadt fast immer mit einem Personennamen gebildet wurden.

### Prähistorische Zeit
Auf Schifferstadter Gemarkung sind als steinzeitliche Funde ein durchbohrtes Steinwerkzeug, zwei Steinbeile, ein Steinmeißel und ein Feuersteinmesser vermerkt.
Der berühmte bronzezeitliche „Goldene Hut“ wurde am 29. April 1835 in der Gewanne Reuschlache von dem Landwirt Josef Eckrich gefunden. Er lieferte den Fund bei den Behörden ab und erhielt 570 Gulden. 450 galten als Kaufpreis, 120 als Belohnung von König Ludwig I. wegen seiner Bereitwilligkeit, den Fund an die Staatssammlung abzutreten.

### Erste Erwähnung
Schifferstadt entstand durch den Bau eines fränkischen Königshofes. Ludwig der Deutsche erwähnte erstmals den Ort „Sciffestad“ in einer Urkunde vom 25. Mai 868, in der er einen Gütertausch zwischen Bischof Gebhard I. von Speyer und einem Grafen Christian besiegelte.

### Klein-Schifferstadt
Über einen langen Zeitraum existierten nebeneinander die Gemeinden Klein-Schifferstadt (die heutige Langgasse im Nordwesten des Ortes) und Groß-Schifferstadt, die erst im 14. Jahrhundert namentlich unterschieden wurden. 1035 vergab Kaiser Konrad II. Groß-Schifferstadt als Lehen an das Kloster Limburg, Klein-Schifferstadt blieb im Besitz der Salier. 1065 wurde Schifferstadt zusammen mit der Abtei Limburg durch Kaiser Heinrich IV. dem Hochstift Speyer übergeben, in dessen Besitz es bis 1797 blieb.
Klein-Schifferstadt wurde 1331 als Teil der Landvogtei Speyergau an die Pfalzgrafschaft bei Rhein (später Kurpfalz) verpfändet, in deren Besitz es bis 1708 blieb. Dennoch behielt das Kloster Limburg Herrschaftsrechte in Klein-Schifferstadt, die auch nach der Aufhebung der Abtei Limburg und der Einführung des Calvinismus im Jahre 1574 durch den Limburger Stiftsschaffner fortbestanden. 1708 trat die Kurpfalz alle Rechte an Klein-Schifferstadt an das Hochstift Speyer ab, wodurch Groß- und Klein-Schifferstadt vereinigt wurden.
Klein-Schifferstadt wird heute umgangssprachlich als „Dörfel“ bezeichnet.

### Seit der Französischen Revolution
Schifferstadt wurde 1797 während der französischen Besatzung der französischen Republik angegliedert und kam danach unter bayerische Verwaltung. 1817 erhielt Schifferstadt das Recht zur Selbstverwaltung, gehörte bis 1946 zu Bayern, danach zum Landkreis Speyer im neu geschaffenen Land Rheinland-Pfalz.
Am 1. Januar 1930 trat Schifferstadt Gebietsteile zur Bildung der neuen Gemeinde Limburgerhof ab.
Am 1. Oktober 1950 erhielt Schifferstadt das Stadtrecht. Am 7. Juni 1969 wurde der Landkreis Speyer aufgelöst und dem Landkreis Ludwigshafen, heute Rhein-Pfalz-Kreis, zugeschlagen.

### Kohlhof
Von 1816 bis Ende 1929 gehörte der Kohlhof zu Schifferstadt, eine etwa einen Kilometer östlich von Schifferstadt gelegene Siedlung mennonitischer Bauern, die noch besteht. 1930 wurde der Kohlhof der neugegründeten Gemeinde Limburgerhof zugeschlagen.

## Politik

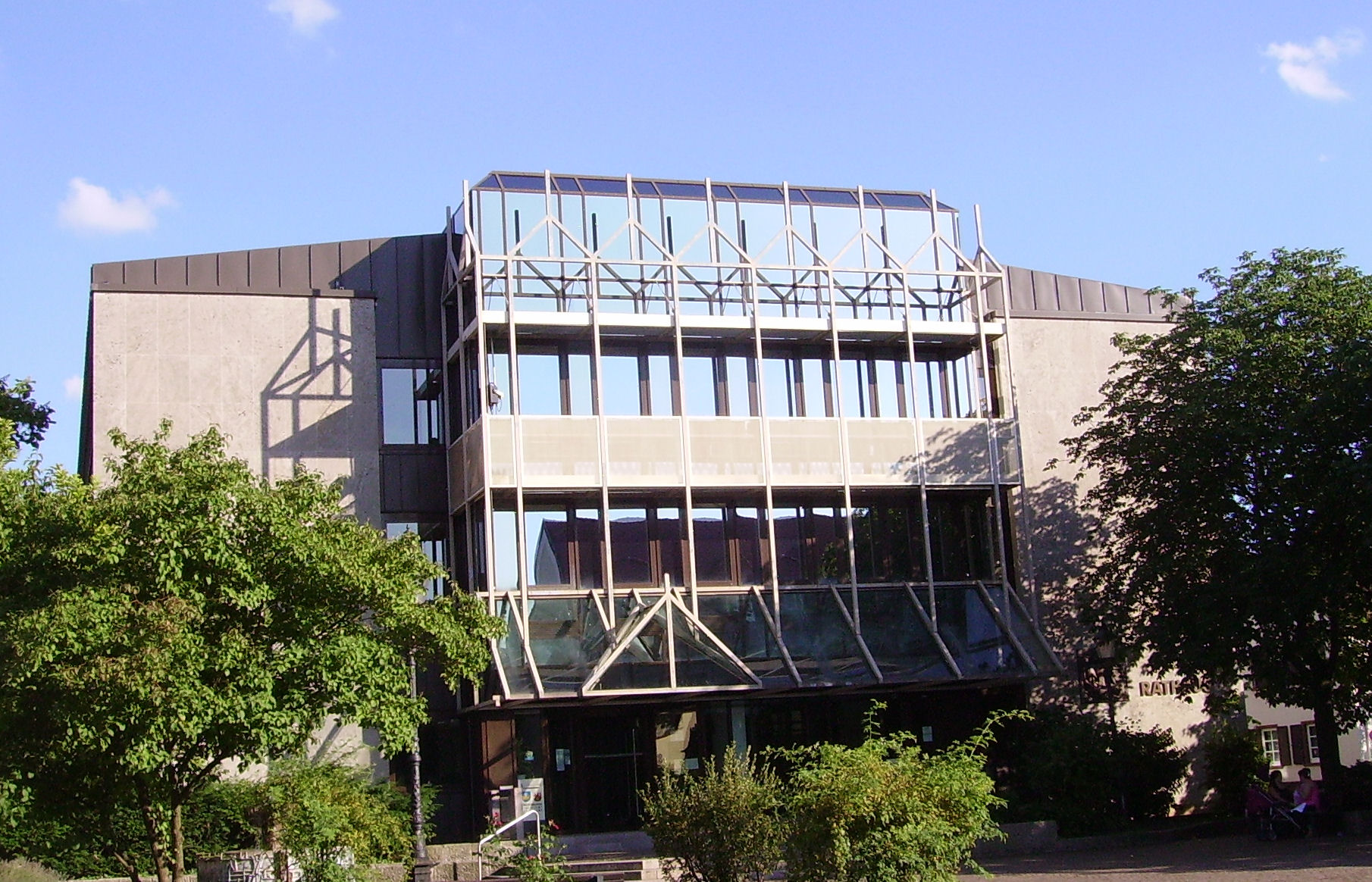
Neues Rathaus

### Stadtrat
Der Stadtrat in Schifferstadt besteht aus 36 ehrenamtlichen Ratsmitgliedern, die bei der Kommunalwahl am 9. Juni 2024 in einer personalisierten Verhältniswahl gewählt wurden, und dem hauptamtlichen Bürgermeister als Vorsitzendem. Bis zur Wahl 2019 hatte der Stadtrat 32 Ratsmitglieder, die Erhöhung auf 36 Sitze war nach rheinland-pfälzischem Wahlrecht durch die gestiegene Einwohnerzahl Schifferstadts nötig geworden.
Wahlergebnis 2024 (alle Angaben in Prozent, in Klammern die Veränderung zur Wahl 2019):
SPD	14,0 (+1,0), CDU 29,6 (+0,7), GRÜNE 14,8 (−13,1), AfD 14,6 (+5,8), FWG 14,7 (+5,9), BfS 12,3 (+6,6), UWG 0,0	(−3,0), FDP	0,0	(−4,0). Die Wahlbeteiligung betrug 63,8 %.
Die Sitzverteilung im Stadtrat:
| Wahl | SPD | CDU | GRÜNE | AfD | FDP | FWG 1 | BfS 2 | UWG 3 | REP | Gesamt   |
| ---- | --- | --- | ----- | --- | --- | ----- | ----- | ----- | --- | -------- |
| 2024 | 5   | 11  | 5     | 5   | –   | 5     | 5     | –     | –   | 36 Sitze |
| 2019 | 5   | 11  | 10    | 3   | 1   | 3     | 2     | 1     | –   | 36 Sitze |
| 2014 | 6   | 11  | 6     | 3   | 1   | 3     | –     | 2     | –   | 32 Sitze |
| 2009 | 6   | 10  | 3     | –   | 3   | 5     | –     | 4     | 1   | 32 Sitze |
| 2004 | 4   | 12  | 2     | –   | 1   | 11    | –     | –     | 2   | 32 Sitze |

### Bürgermeister
Bürgermeisterin von Schifferstadt ist Ilona Volk (Bündnis 90/Die Grünen). Sie war 2011 mit 63,43 % der gültigen Stimmen in einer Stichwahl als erste grüne hauptamtliche Bürgermeisterin in Rheinland-Pfalz gewählt worden. Bei der Direktwahl am 26. Mai 2019 wurde sie mit einem Stimmenanteil von 51,5 % für weitere acht Jahre in ihrem Amt bestätigt. Der Bürgermeisterin stehen drei ehrenamtliche Beigeordnete zur Seite, welche vom Stadtrat gewählt werden. Aktuell sind dies Ulla Behrendt-Roden (Bündnis 90/Die Grünen) als Erste Beigeordnete, Patrick Poss (CDU) und Hans Schwind (CDU).
Bürgermeister seit Ende des Zweiten Weltkrieges:
| - 1945: Philipp Schlosser (kommissarisch) - 1945–1946: Arnulf Kaufmann - 1946–1949: Valentin Stahl (CDU) - 1949–1971: Adam Teutsch (CDU) - 1971–1975: Theo Magin (CDU) | - 1975–1995: Josef Sold (CDU) - 1995–2003: Edwin Mayer (CDU) - 2003–2011: Klaus Sattel (FWG) - seit 2011: Ilona Volk (GRÜNE) |

### Jugendstadtrat
Seit 1996 existiert ein Jugendstadtrat, der den „Erwachsenenstadtrat“ in seiner Arbeit unterstützt. Der Vorsitzende im Jugendstadtrat ist der Jugendbürgermeister, welcher Antrags- und Rederecht in den verschiedenen Ausschüssen hat.

### Wappen

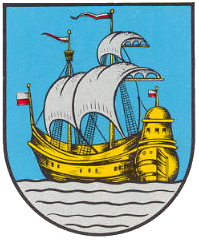
Vollversion des Wappens
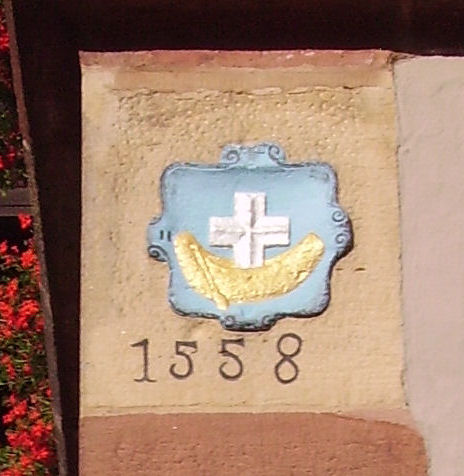
Wappen am Alten Rathaus

| Wappen von Schifferstadt | Blasonierung: „In Blau ein stilisiertes goldenes Schiff mit vorne angelehntem, aufrechtem goldenem Ruder, daraus wachsend ein silbernes Kreuz.“                                                                    |
| Wappen von Schifferstadt | Wappenbegründung: Die Farben Blau und Silber erinnern an das Hochstift Speyer, zu dem Schifferstadt lange gehörte. Es wurde 1966 von der Bezirksregierung Neustadt genehmigt und geht zurück auf ein altes Siegel. |

### Städtepartnerschaften
Schifferstadt hat mit folgenden Städten eine Städtepartnerschaft:
- Aichach, Bayern
- Löbejün, Sachsen-Anhalt
- Frederick, USA

## Bevölkerung

### Einwohnerstatistik
Schifferstadt hat derzeit ca. 22.000 Einwohner (Haupt- und Nebenwohnsitz). Schifferstadt verzeichnete in der Pfalz eine der stärksten Wachstumsraten und hat als eine von wenigen Städten eine positive Wachstumsrate. Dies wird durch den Zuzug vieler junger Familien unterstützt. Somit kann Schifferstadt dem Geburtsratenrückgang gut entgegenwirken. Für Schifferstadt wird für 2040 gegenüber 2017 ein Bevölkerungszuwachs um ca. 10 % vorhergesagt, der höchste Zuwachs einer verbandsfreien Gemeinde in ganz Rheinland-Pfalz.
Seit in der „Wirtschaftswunderzeit“ der 1950er und 1960er Jahre die ersten Gastarbeiter in die Stadt kamen, gehören zahlreiche Einwanderer, vor allem aus Italien und der Türkei, zur Bevölkerung der Stadt und haben sie wesentlich mitgeprägt. Der Ausländeranteil betrug Ende 2015 13,8 % (1987: 13,4 %, 2012 12,1 %). 2011 hatten 22,9 % aller Einwohner einen Migrationshintergrund.
Die Entwicklung der Einwohnerzahl von Schifferstadt (die Werte von 1871 bis 1987 beruhen auf Volkszählungen):
| Schifferstadt: Einwohnerzahlen von 1815 bis 2023 | Schifferstadt: Einwohnerzahlen von 1815 bis 2023 | Schifferstadt: Einwohnerzahlen von 1815 bis 2023 | Schifferstadt: Einwohnerzahlen von 1815 bis 2023 | Schifferstadt: Einwohnerzahlen von 1815 bis 2023 |
| ------------------------------------------------ | ------------------------------------------------ | ------------------------------------------------ | ------------------------------------------------ | ------------------------------------------------ |
| Jahr                                             |                                                  |                                                  |                                                  | Einwohner                                        |
| 1815                                             | 1815                                             |                                                  | 1.836                                            | 1.836                                            |
| 1835                                             | 1835                                             |                                                  | 2.994                                            | 2.994                                            |
| 1871                                             | 1871                                             |                                                  | 3.995                                            | 3.995                                            |
| 1905                                             | 1905                                             |                                                  | 7.505                                            | 7.505                                            |
| 1939                                             | 1939                                             |                                                  | 11.315                                           | 11.315                                           |
| 1950                                             | 1950                                             |                                                  | 13.242                                           | 13.242                                           |
| 1961                                             | 1961                                             |                                                  | 15.636                                           | 15.636                                           |
| 1970                                             | 1970                                             |                                                  | 17.148                                           | 17.148                                           |
| 1987                                             | 1987                                             |                                                  | 17.322                                           | 17.322                                           |
| 1997                                             | 1997                                             |                                                  | 18.955                                           | 18.955                                           |
| 2005                                             | 2005                                             |                                                  | 19.242                                           | 19.242                                           |
| 2017                                             | 2017                                             |                                                  | 20.073                                           | 20.073                                           |
| 2023                                             | 2023                                             |                                                  | 20.682                                           | 20.682                                           |
|                                                  |                                                  |                                                  |                                                  |                                                  |

### Konfessionsstatistik
Gemäß dem Zensus 2011 waren 48,2 % der Einwohner römisch-katholisch, 20,6 % evangelisch und 31,2 % konfessionslos, gehörten einer anderen Glaubensgemeinschaft an oder machten keine Angabe. Die Anteil der Protestanten und Katholiken an der Gesamtbevölkerung ist seitdem gesunken. Ende  November 2024 hatten 32,5 % der Einwohner die katholische Konfession und 16,1 % die evangelische. 51,4 % gehörten anderen Konfessionen oder Glaubensgemeinschaften an oder waren konfessionslos.

### Mundart
Die Schifferstadter Mundart gehört zum Pfälzischen. Sie basiert auf einem rheinfränkischen Stammesdialekt und hat sich im Kontakt mit ihren Nachbarmundarten vom frühen Mittelalter bis in die Gegenwart zur heutigen Form weiterentwickelt.

## Kultur und Sehenswürdigkeiten

### Bauwerke

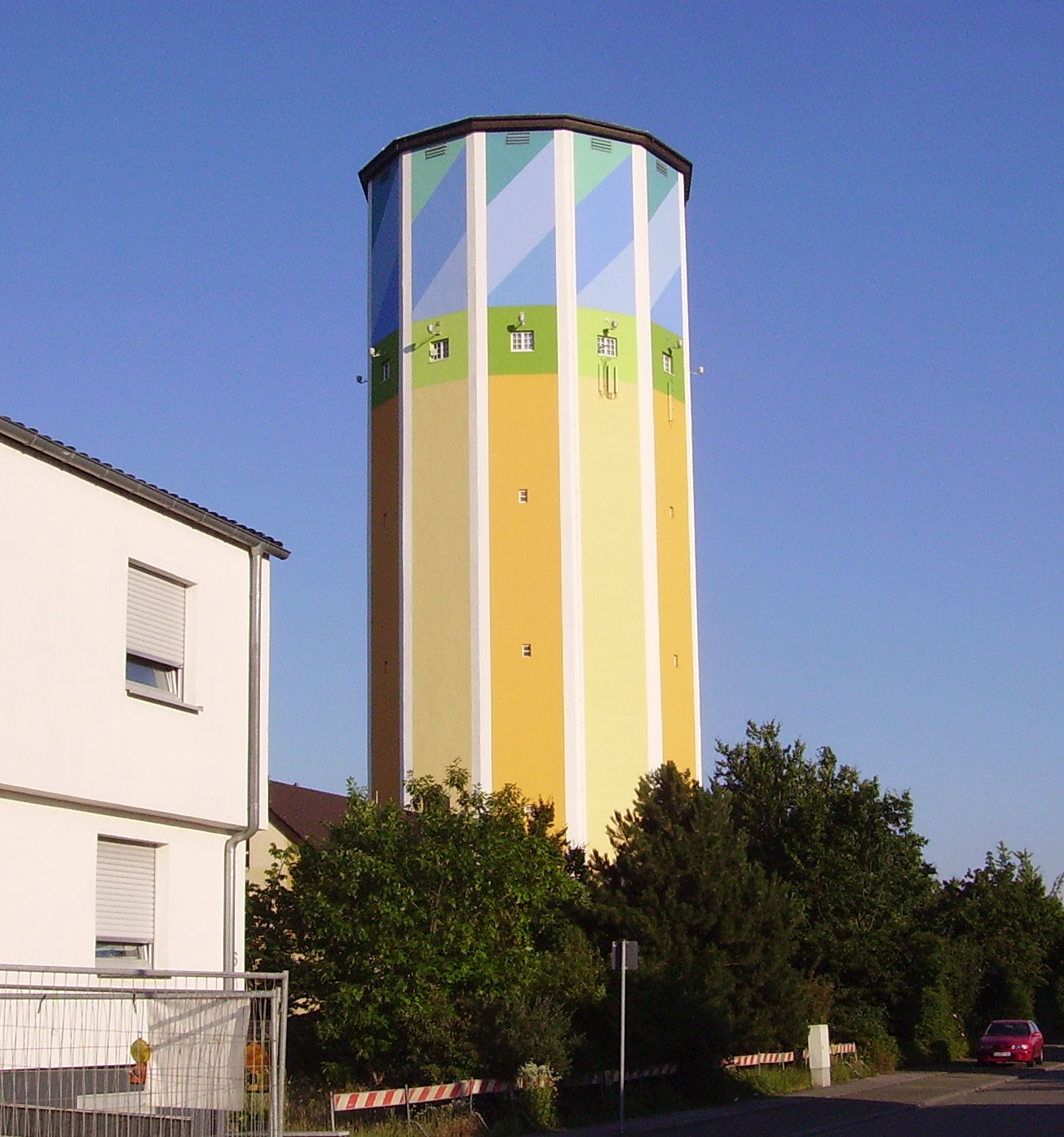
Wasserturm in Schifferstadt

#### Wasserturm
Eine von Weitem sichtbare Landmarke und ein Industriedenkmal ist der Schifferstadter Wasserturm als Wahrzeichen der Stadt. Der 1931 erbaute Turm ist etwa 50 Meter hoch. Er zählt zu den Sehenswürdigkeiten der Stadt. Wenn es Nacht wird, erstrahlt der er in bunten Farben. In den ersten zwei Obergeschossen sind Büros der pfälzischen Mittelrheingruppe untergebracht.

#### Altes Rathaus
Ein weiteres Wahrzeichen der Stadt ist das 1558 erbaute Alte Rathaus. Dort versammelte sich früher das Gericht der Stadt. Das Gebäude ist eines der ältesten und prächtigsten Rathäuser in der Rheinpfalz.

### Denkmäler
In Schifferstadt sind unter anderem folgende Denkmäler, Gedenktafeln etc. vorhanden:

#### Feuerwehr-Ehrenmal
Den Feuerwehren des Rhein-Pfalz-Kreises wurde 2003 am Konrad-Adenauer-Platz ein Ehrenmal gesetzt, mit dem das ehrenamtliche Engagement der Feuerwehrleute gewürdigt wird. Eine weitere Statue dieser Art befindet sich nur noch in der deutschen Bundeshauptstadt Berlin.

#### Edith-Stein-Gedenktafel
Sie befindet sich zwischen den Gleisen 2 und 3 des Hauptbahnhofs Schifferstadt. Von dort stammt das letzte Lebenszeichen Edith Steins, weil der Zug, in dem sie in das Konzentrationslager Auschwitz deportiert wurde, dort hielt, und Stein mit mehreren Personen auf dem Bahnsteig sprechen und Nachrichten austauschen konnte.

#### Kriegsdenkmäler
Auf dem Stadtfriedhof und auf dem Waldfriedhof stehen Kriegsdenkmäler für die im Ersten und Zweiten Weltkrieg gefallenen Soldaten.

#### Gedenkstein an der ehemaligen Schifferstadter Synagoge
Der Gedenkstein wurde zum Andenken an die Schifferstadter Synagoge in der Bahnhofstraße 48 errichtet.

#### Skulptur Goldener Hut
Eine Skulptur des Goldenen Hutes steht auf der Verkehrsinsel der Kreuzung Herzog-Otto-Straße/Neustadter Straße/Speyerer Straße.

#### Wilfried-Dietrich-Denkmal
Es erinnert an den Schifferstadter Ringer und Olympiasieger Wilfried Dietrich.

### Kirchen
| - St. Jakobus-Kirche - Martin-Luther-Kirche - St. Laurentius-Kirche - Gustav-Adolf-Kirche | - Herz-Jesu-Kirche - Neuapostolische Kirche - Marien-Kapelle (Maria Frieden) - Edith-Stein-Kapelle - Evangelisch-Freikirchliche Gemeinde Schifferstadt (Baptisten)/ International Baptist Church Schifferstadt |

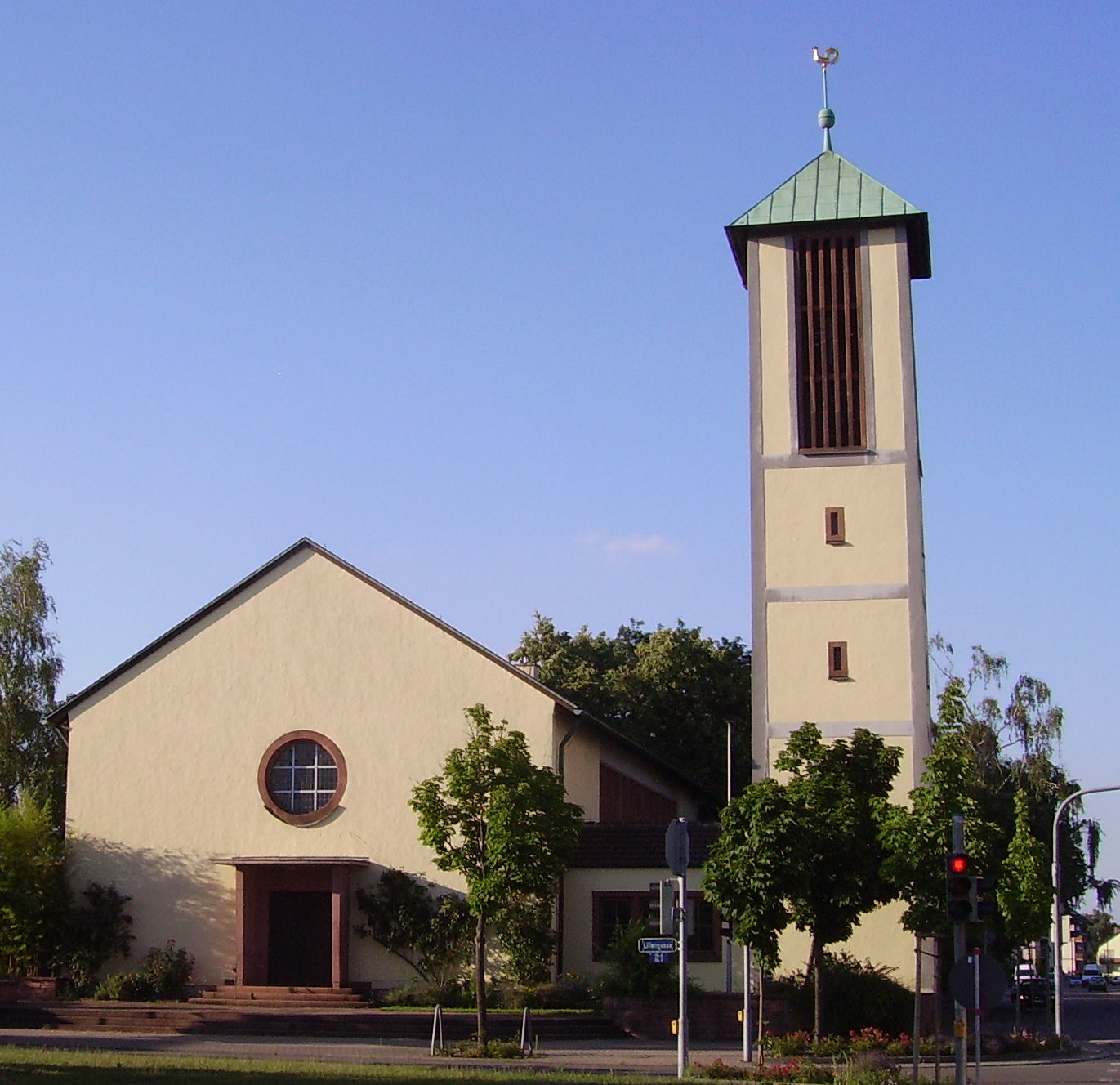
Gustav-Adolf-Kirche
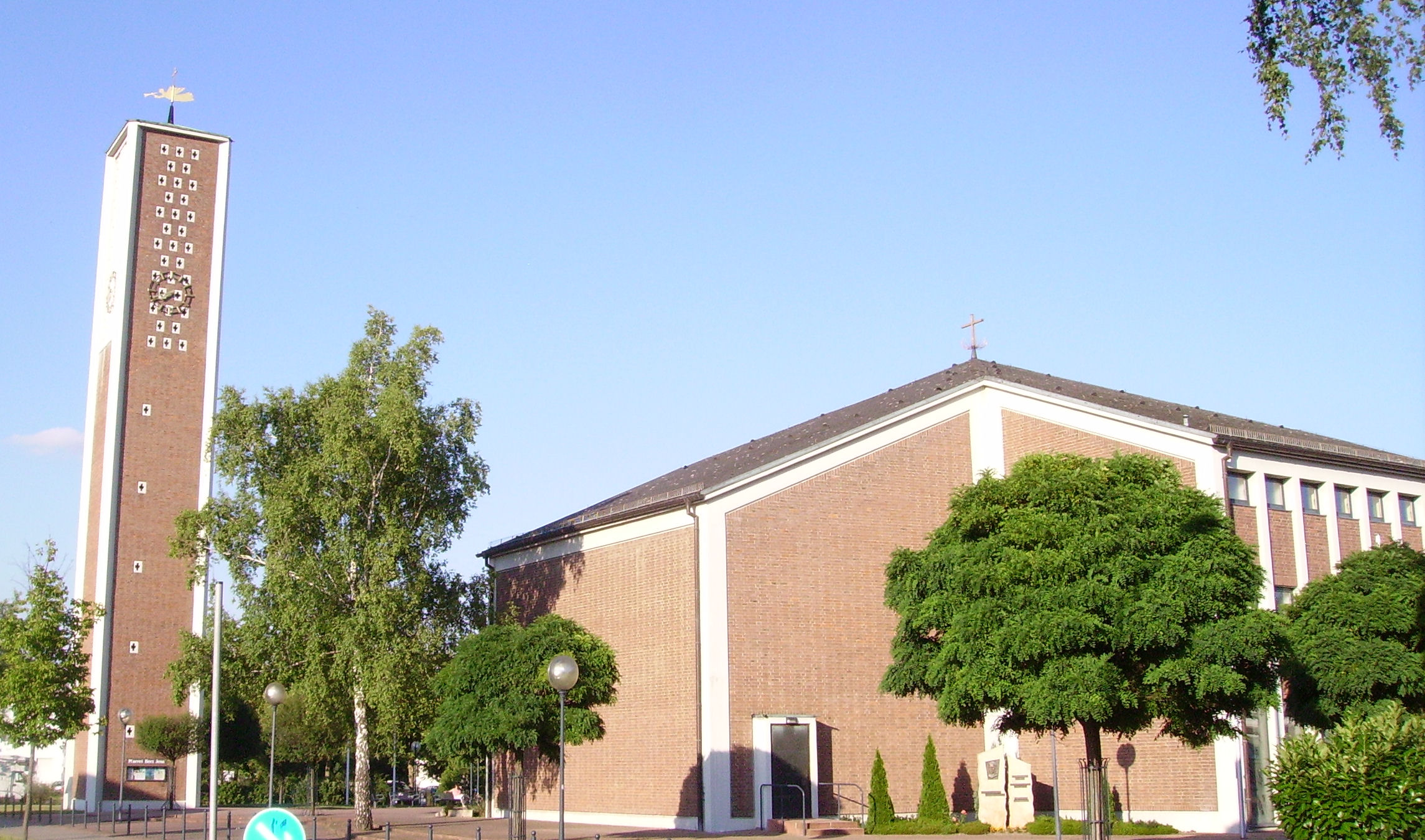
Herz-Jesu-Kirche
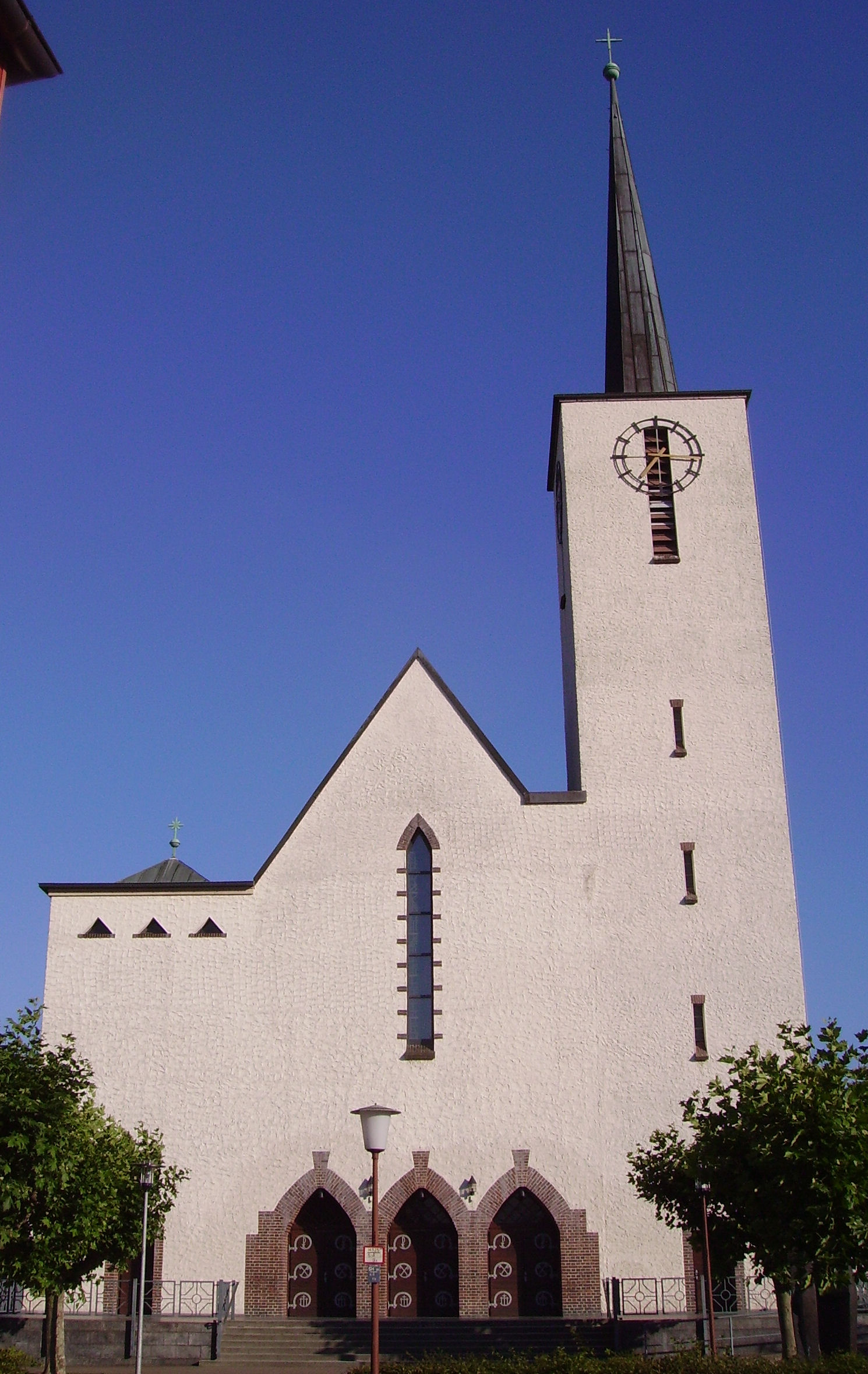
St.-Laurentius-Kirche
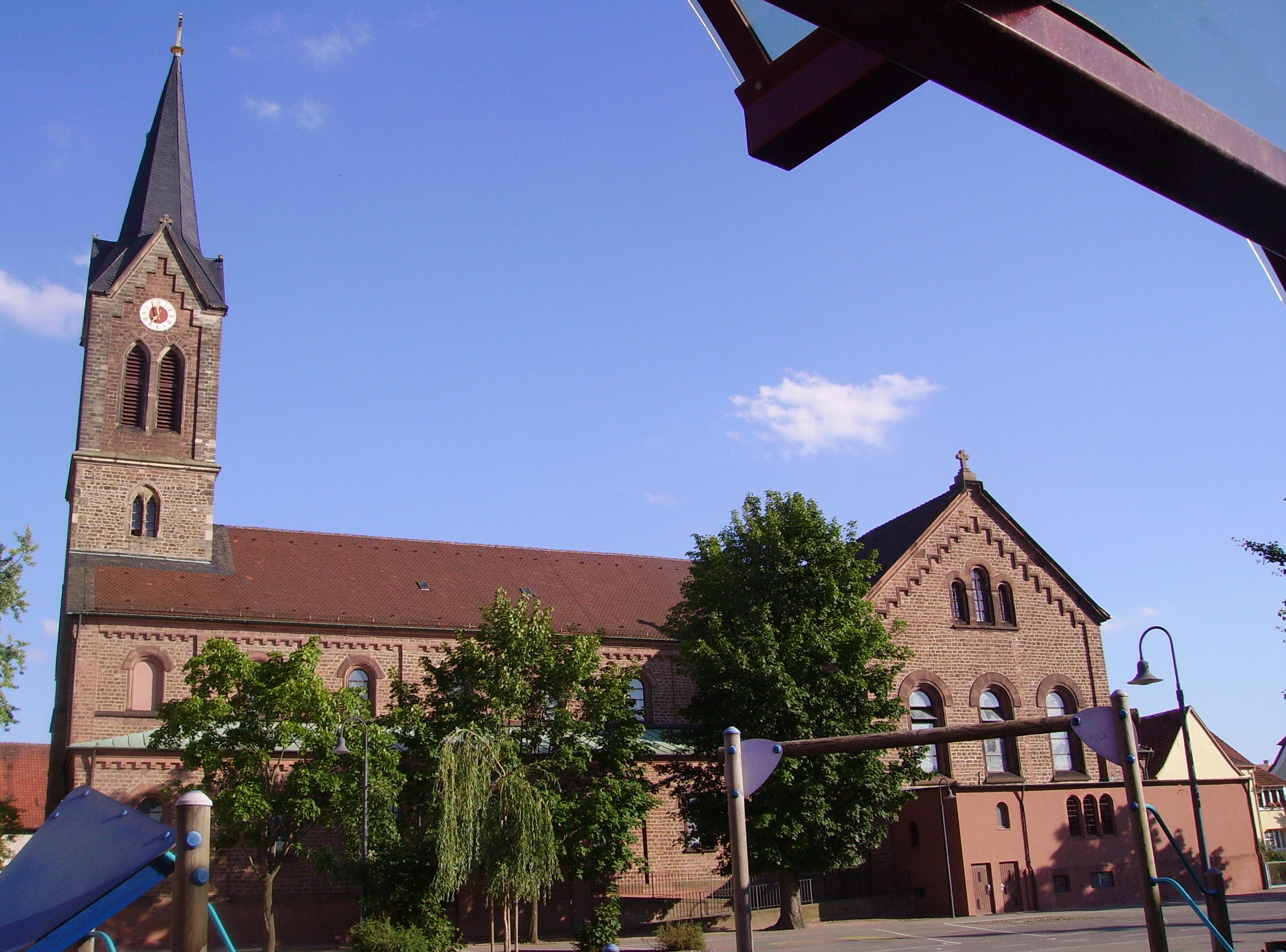
St.-Jakobus-Kirche
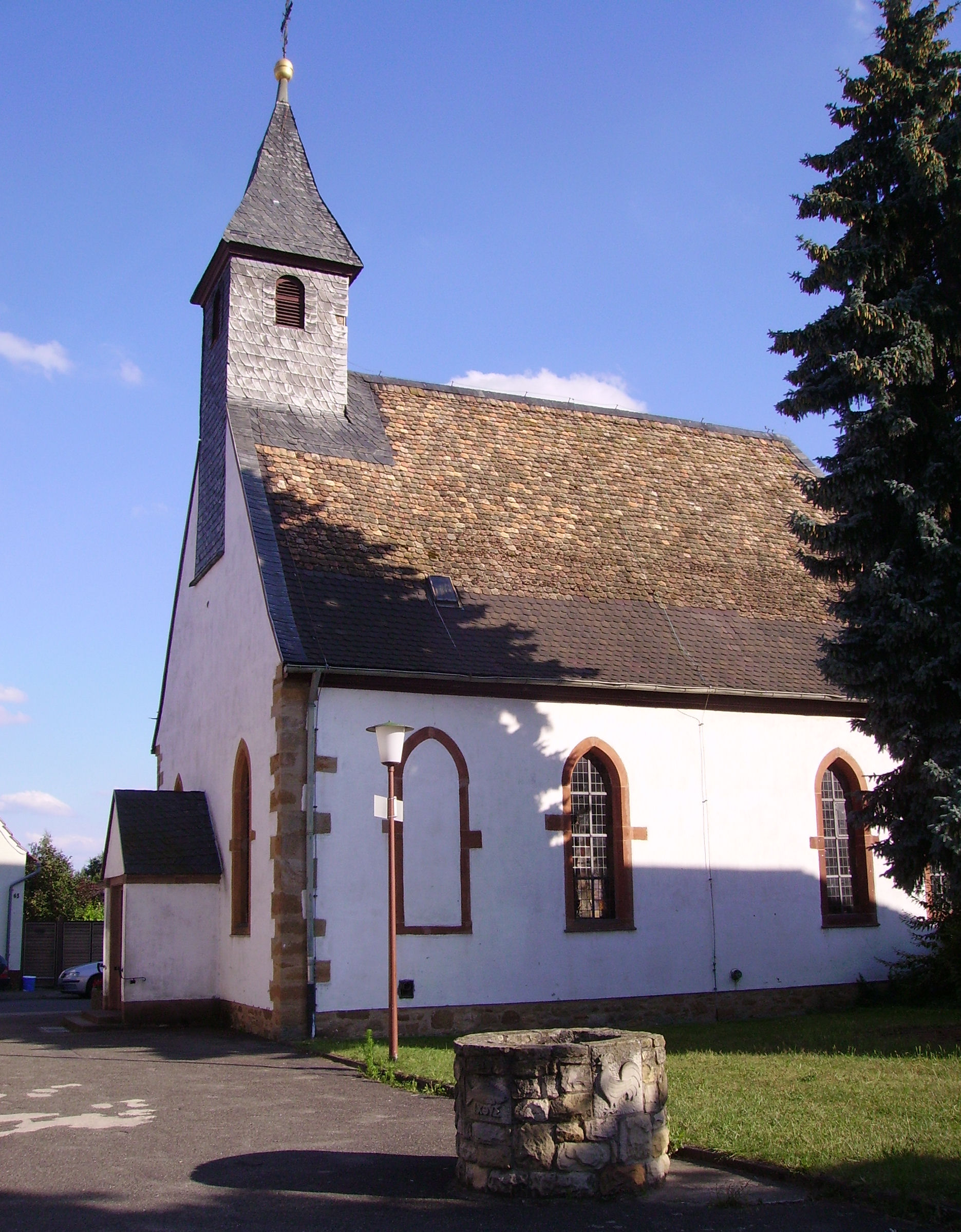
Martin-Luther-Kirche

Die katholische Pfarrkirche St. Jakobus (Kirchenstraße 14) wurde bereits 1101 an dieser Stelle erwähnt, die heutige Kirche wurde 1854–1860 als dreischiffige Basilika im neuromanischen Stil aus Sandstein erbaut. Sie ist ein typisches Beispiel der frühen Schaffensperiode des Architekten August von Voit.
Die katholische Pfarrkirche St. Laurentius (Jägerstraße 14) wurde 1928–1929 im Zuge der Erweiterung Schifferstadts nach Süden erbaut. Der geometrisch bestimmte Bau mit dem spitzen Turm und dem den Innenraum dominierenden spitzbogigen, hölzernen Tonnengewölbe ist ein Werk des Architekten Albert Boßlet.
Die katholische Pfarrkirche Herz-Jesu (Salierstraße 104) wurde 1960–1961 erbaut. Sie ist auf ein Gelöbnis Pfarrer Peter Maria Weihmanns zurückzuführen, der während des Zweiten Weltkrieges als Pfarrer der Gemeinde St. Jakobus gelobte, eine Kirche zum Heiligsten Herzen Jesu zu errichten, wenn Schifferstadt von großen Kriegsschäden verschont bliebe. Unter Leitung des Architekten Oberbaurat Wilhelm Schulte wurde für den kreuzförmigen Bau der Kirche ein Tragegerippe aus Sichtbeton gegossen, die Wände wurden gemauert. Der Altar steht im geometrischen Zentrum der Kirchenschiffe. Bischof Isidor Markus Emanuel weihte die Kirche am 22. Oktober 1961.
1501 wurde erstmals eine Kirche in Klein-Schifferstadt erwähnt. Um 1660 entstand dort die noch heute vorhandene protestantische Martin-Luther-Kirche (Langgasse 56). Sie erhielt 1864 eine Gustav-Schlimbach-Orgel. 1953/1954 wurde die ebenfalls protestantische Gustav-Adolf-Kirche (Lillengasse 99) erbaut, die seit 1994 unter Denkmalschutz steht.
Im Osten des Ortes steht an der Straßengabelung Mannheimer Straße/Friedhofstraße eine ehemalige Flurkapelle aus dem Jahre 1837. Neben der Landstraße in Richtung Waldsee befindet sich auf der rechten Seite am Waldrand eine katholische Kapelle, die zu Ehren der Mutter Gottes erbaut wurde. 2010 wurde im Gebiet Im Lettenhorst eine Edith-Stein-Kapelle fertig gestellt.

### Moschee
Die noch bestehende Moschee in der Bahnhofstraße (Muslimische Gemeinde Schifferstadt e. V.) war die erste Moschee in Schifferstadt. Im Südosten der Stadt befindet sich ein islamisches Gemeindezentrum (DITIB) mit Moschee (zuvor in der Burgstraße).

### Synagoge (zerstört)
Früher stand in der Bahnhofstraße eine Synagoge, die während der Novemberpogrome 1938 geschändet und zerstört wurde. Eine weitere Synagoge stand bis 1890 in der Hauptstraße. In der Stadt gab es auch eine jüdische Schule und ein rituelles Bad (Mikwe). Der jüdische Friedhof steht unter Denkmalschutz.

### Museen
- Erstes Deutsches Ringermuseum (gegründet 2010)[41]
- Heimatmuseum[42]

### Bibliotheken und Archive

#### Stadtbücherei
Die Stadtbücherei Schifferstadt bietet den Altersgruppen Kinder, Jugendliche und Erwachsene Bücher, Zeitungen, Zeitschriften, CDs und DVDs an. Es gibt dort Leseecken und einen Internetanschluss. Regelmäßige Lesungen sowie Kabarett- und Musikveranstaltungen finden statt.

#### Kirchliche Büchereien
Es gibt kleinere konfessionelle Büchereien in verschiedenen kirchlichen Gemeindezentren.

#### Schulbibliotheken
In verschiedenen Schulen ist eine Schulbibliothek vorhanden.

#### Stadtarchiv
Das Stadtarchiv wurde am 8. November 2000 eingeweiht. Alle Arten von Verzeichnissen, Urkunden, Plänen, Bildern, Plakaten und alten Schriften befinden sich dort.

### Ernst-Johann-Literaturpreis
Im September 2011 beschloss der Schifferstadter Stadtrat, zu Ehren des in der Stadt gebürtigen Schriftstellers und Journalisten Ernst Johann alle drei Jahre einen Ernst-Johann-Literaturpreis zu verleihen, der mit mindestens 2000 Euro dotiert ist. Die erstmalige Verleihung fand im Jahr 2012 statt. Berücksichtigt werden vorgeschlagene Autoren, die in deutscher Sprache publizieren und dem literarischen Schaffen Ernst Johanns gerecht werden. Sponsor des von der Stadt Schifferstadt vergebenen Preises ist die Sparkasse Vorderpfalz. Bei der Preisverleihung 2018 wurde das Preisgeld von einer Nichte Johanns auf 5000 Euro aufgestockt.
Die Preisträger:
- 2012: Karl Corino[50][51][52][53][54]
- 2015: Wilhelm von Sternburg[55][56]
- 2018: Juli Zeh[49][57][58]
- 2021: Elke Heidenreich[59]
- 2024: Sarah Bosetti[60]

### Goldener Hut

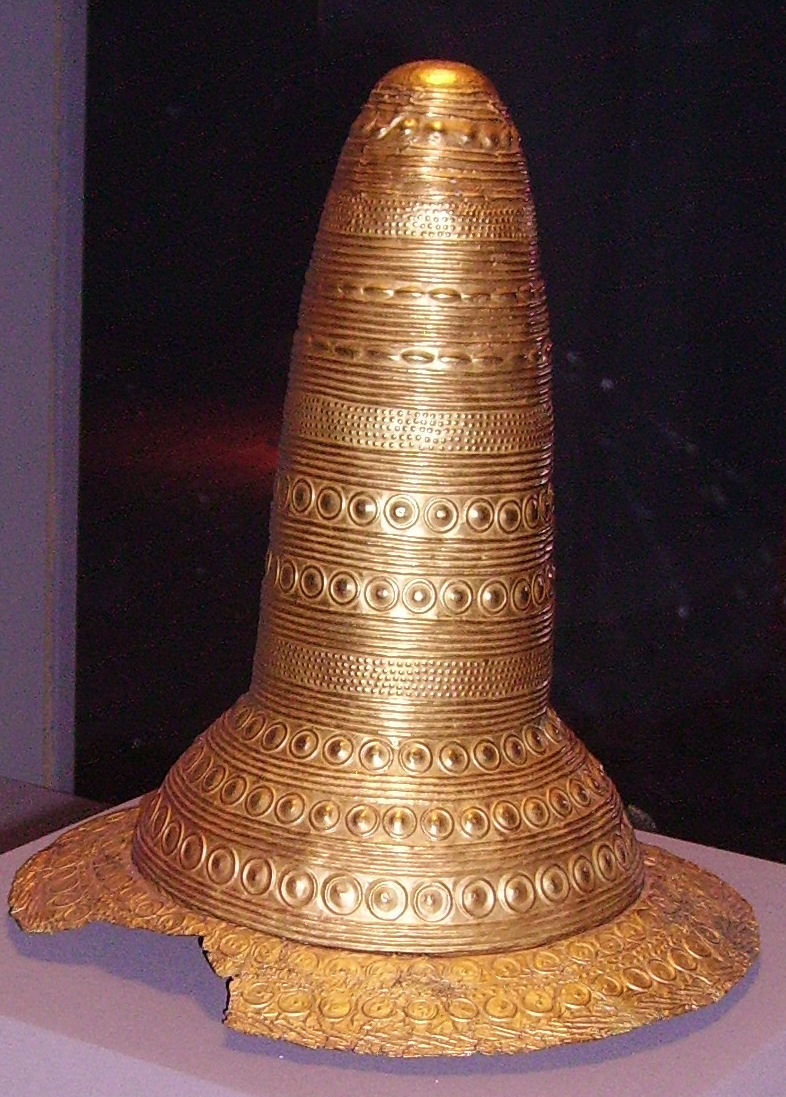
Goldener Hut

Im Jahre 1835 wurde bei Schifferstadt der Goldene Hut entdeckt. Heute wird dieses bedeutende Fundstück aus der europäischen Bronzezeit im Historischen Museum Speyer ausgestellt. Eine Nachbildung befindet sich im Heimatmuseum Schifferstadt.

### Sport

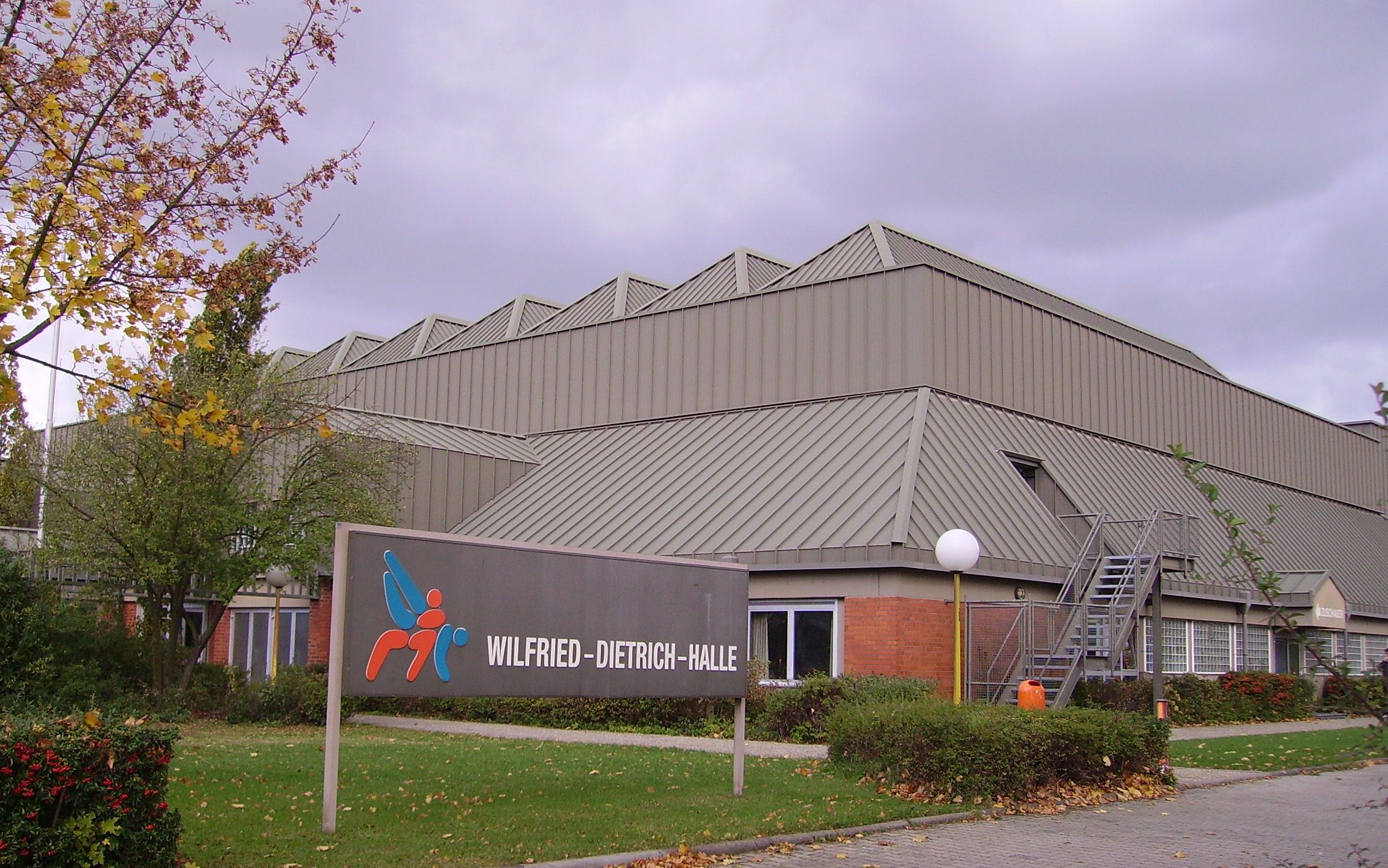
Wilfried-Dietrich-Halle

Überregionale Bedeutung im Sport hat Schifferstadt durch die Ringermannschaften des VfK Schifferstadt. Der VfK Schifferstadt ist mehrmaliger deutscher Mannschaftsmeister im Ringen. Hinzu kommt eine Vielzahl von Einzeltiteln, die Schifferstadter Ringer gewinnen konnten. Alleine Wilfried Dietrich, der „Kran von Schifferstadt“, wurde 23 mal Deutscher Einzelmeister und 1960 Olympiasieger während seiner Zeit beim VfK. Nach der Liquidation des VfK Schifferstadt, wurde der Verein Anfang 2007 als VfK 07 Schifferstadt neu gegründet.
Der Fußballverein FSV Schifferstadt trat von 1960 bis 1963 in der II. Division Südwest an und spielt heute in der Landesliga Ost des SWFV.
Ein weiterer Fußballverein ist der DJK SV Phönix Schifferstadt, der in der Verbandsliga Südwest spielt.
Der KSC 07 Schifferstadt ist in der 2. Gewichtheber-Bundesliga aktiv.

## Wirtschaft und Infrastruktur

### Verkehr

#### Straßenverkehr
Die Stadt ist ringförmig von Autobahnen und Bundesstraßen umgeben. Schifferstadt ist durch die A 61 (Koblenz – Ludwigshafen – Dreieck Hockenheim – Heilbronn/Karlsruhe/Frankfurt) im Westen der Stadt an das überregionale Straßennetz angebunden. Im Osten verläuft die autobahnähnlich ausgebaute B 9. Außerdem hat Schifferstadt über diverse Land- und Kreisstraßen Anschluss in alle Richtungen.

#### Eisenbahn/ÖPNV
Schifferstadt ist an die S-Bahn RheinNeckar und den übrigen Regionalverkehr angebunden. Im Stadtgebiet befinden sich die Bahnstationen Schifferstadt und Schifferstadt Süd.
Der Nahverkehr innerhalb von Schifferstadt besteht neben dem Bahnverkehr zurzeit aus dem Ruftaxinetz und Regionalbussen.

##### Bahnhof Schifferstadt

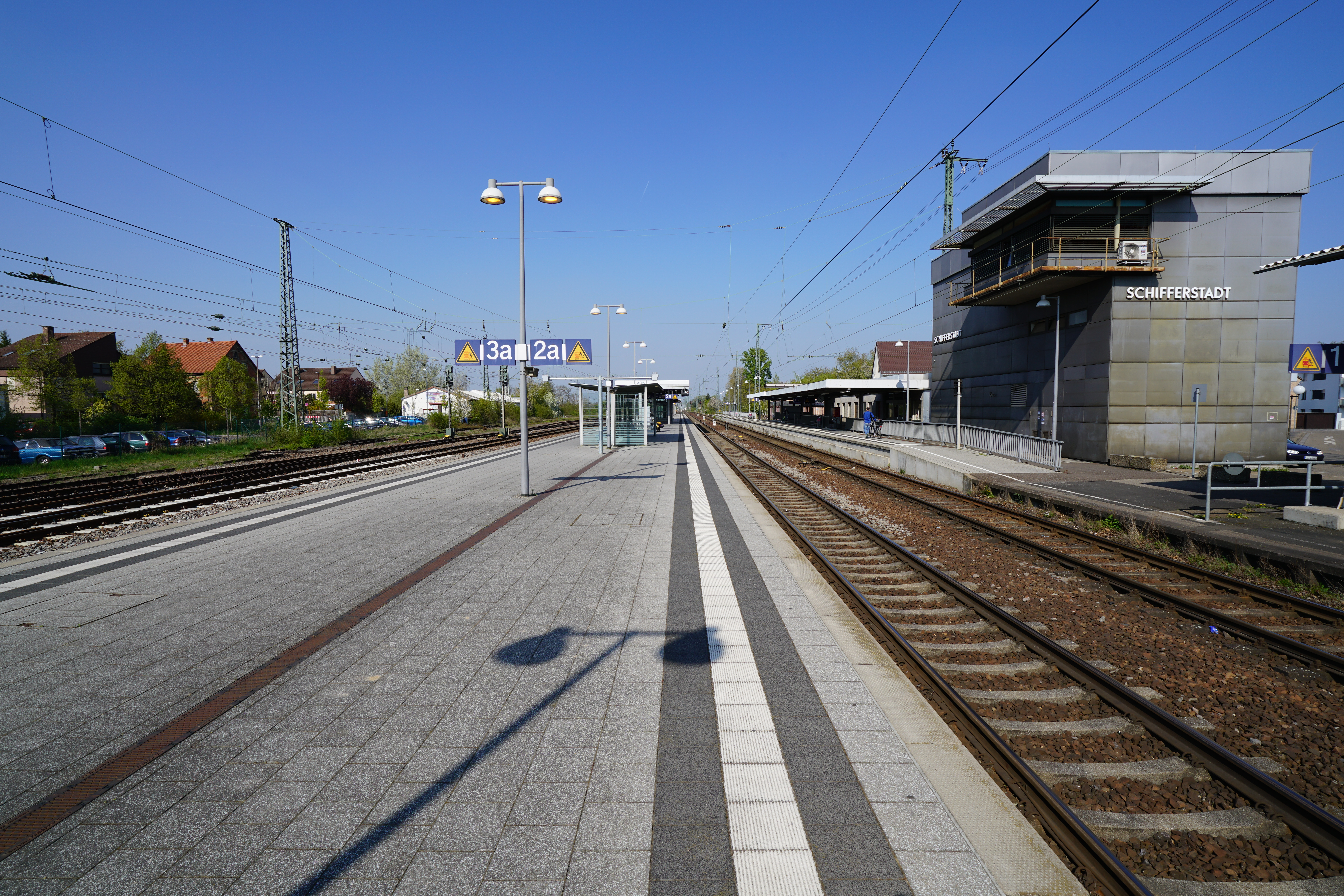
Bahnhof Schifferstadt

Der Bahnhof im Norden der Stadt (lokal auch als „Hauptbahnhof“ bezeichnet) wurde zum Start der S-Bahn 2003 komplett umgebaut und saniert. Dort verkehren die S-Bahn-Linien S1, S2, S3 und S4 der S-Bahn Rhein-Neckar, wodurch u. a. Anschluss nach Mannheim, Ludwigshafen und Heidelberg besteht. Zusätzlich verkehrt alle zwei Stunden ein Regional-Express der Linie RE 4 in Richtung Mainz (ab 12. Dezember 2018 Verlängerung bis Frankfurt am Main) und Karlsruhe, einmal am Tag die RB 49 nach Kaiserslautern sowie mehrmals am Tag (in den werktäglichen Hauptverkehrszeiten) die RB 49 nach Germersheim/Wörth und Ludwigshafen BASF. Einmal täglich verkehrt dort auch die S5 nach Eppingen. Bis zum Fahrplanwechsel 2014/2015 im Dezember 2014 verkehrte montags bis donnerstags (Fahrtrichtung Karlsruhe) bzw. freitags (Fahrtrichtung Frankfurt) ein Intercity der Relation Karlsruhe–Frankfurt.

##### Haltepunkt Schifferstadt Süd

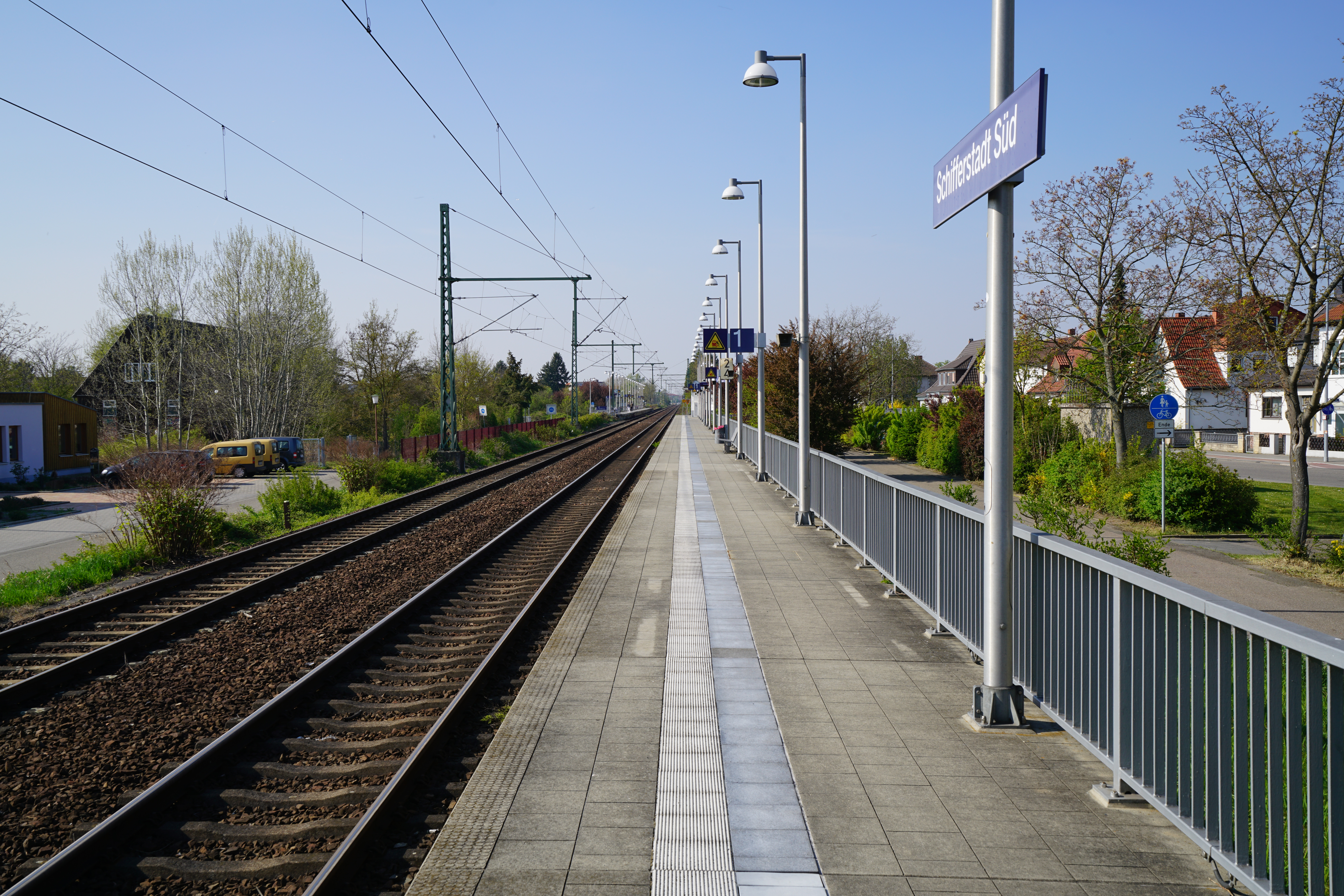
Haltepunkt Schifferstadt Süd

Außerdem gibt es den Haltepunkt Schifferstadt Süd im Süden der Stadt, nahe dem Schulzentrum. Er wurde ab 5. Dezember 1949 eingerichtet.
Der Haltepunkt wird in den Richtungen Ludwigshafen am Rhein/Mannheim und Speyer/Germersheim je halbstündlich von Zügen auf den S-Bahn-Linien S3 und S4 angefahren. Früher hielten dort mehrmals täglich in der Hauptverkehrszeit die Regionalbahnen der Linie RB 49 in Richtung Germersheim/Wörth sowie Ludwigshafen (Rhein) BASF.

##### Flugplatz
Nördlich der Stadt befindet sich ein Segel- und Sportflugplatz.

### Wirtschaft

#### Bauen
Die Stadt verfügt über zwei Wohnneubaugebiete mit insgesamt 57 Hektar Bauland (Großer Garten im Osten der Stadt und Wiesenstraße/Münchbrühl im Westen) und hat mehr als 79 Hektar Gewerbefläche.

#### Industrie und Gewerbe
In Schifferstadt gibt es etwa 4000 Arbeitsplätze.
Ansässige Unternehmen sind:
- Reifen Krupp (Reifenhandel),
- KSI – Klaus Stahl Industrielackierungen, (Beschichtungsbetrieb), dieser Betrieb lieferte unter anderem die Beschichtung für die Reichstagskuppel in Berlin.
- Römerhaus Bauträger GmbH (Bauträger für Seniorenimmobilien),
- Schlosser (Gemüseanbau- und -großhandel),
- Pecolit (Kunststoffe),
- Plastocell (Kunststoffe),
- Staehle (Dosen und Verpackungen),
- Wilhelmi (Großbäckerei),
- Römergarten-Residenzen GmbH,
- Stadtwerke Schifferstadt (Stromnetz, Strom- und Gasversorgung, Abwasser und Stadtservice),
- Thüga Energienetze GmbH (Erdgas- und Stromnetz) und Thüga Energie GmbH (Erdgas-/Stromversorgung),
- Zweckverband für Wasserversorgung Pfälzische Mittelrheingruppe (Wasserversorgung),
- Jakob Becker (Müllentsorgung/Mülldeponie),
- Volksbank Schifferstadt,
- Sparkasse Vorderpfalz,
- Heberger Bau (Internationales Bauunternehmen),
- BlaPe Camion GmbH

#### Industriegebiete und  Gewerbegebiet
- Industriegebiet Süd,
- Industriegebiet Nord,
- Gewerbegebiet Ost/Katzenbaumerschlag

#### Tourismus
Für den Fremdenverkehr stehen sechs Hotels sowie zwei Pensionen zur Verfügung. Im Jahr 2008 übernachteten 26.621 Gäste in Schifferstadt. Der Tourismus  ist in den letzten Jahren stark angestiegen.

#### Dienstleistung und Einkaufen
Die Innenstadt ist das Zentrum für Einkaufen, Dienstleistungen, Verwaltung, Kultur, Veranstaltungen und Gastronomie. Das Fachmarktzentrum deckt  den weiteren Bedarf und übernimmt auch die Versorgung des südlichen Stadtteils. Freitags findet auf dem Schillerplatz in der Innenstadt ein Wochenmarkt statt.

#### Medien
In Schifferstadt erscheint die Tageszeitung Schifferstadter Tagblatt. Dieses ist die meistgelesene hiesige Tageszeitung. Daneben ist die in Ludwigshafen erscheinende Tageszeitung Die Rheinpfalz stark verbreitet, welche bis Ende Februar 2011 eine eigene Schifferstadter Lokalausgabe unterhielt. Außerdem war bis Ende 2011 der örtliche TV-Sender „Offener Kanal“ Ludwigshafen-Schifferstadt zu empfangen, dessen Trägerverein sich 2012 auflöste.

#### Landwirtschaft

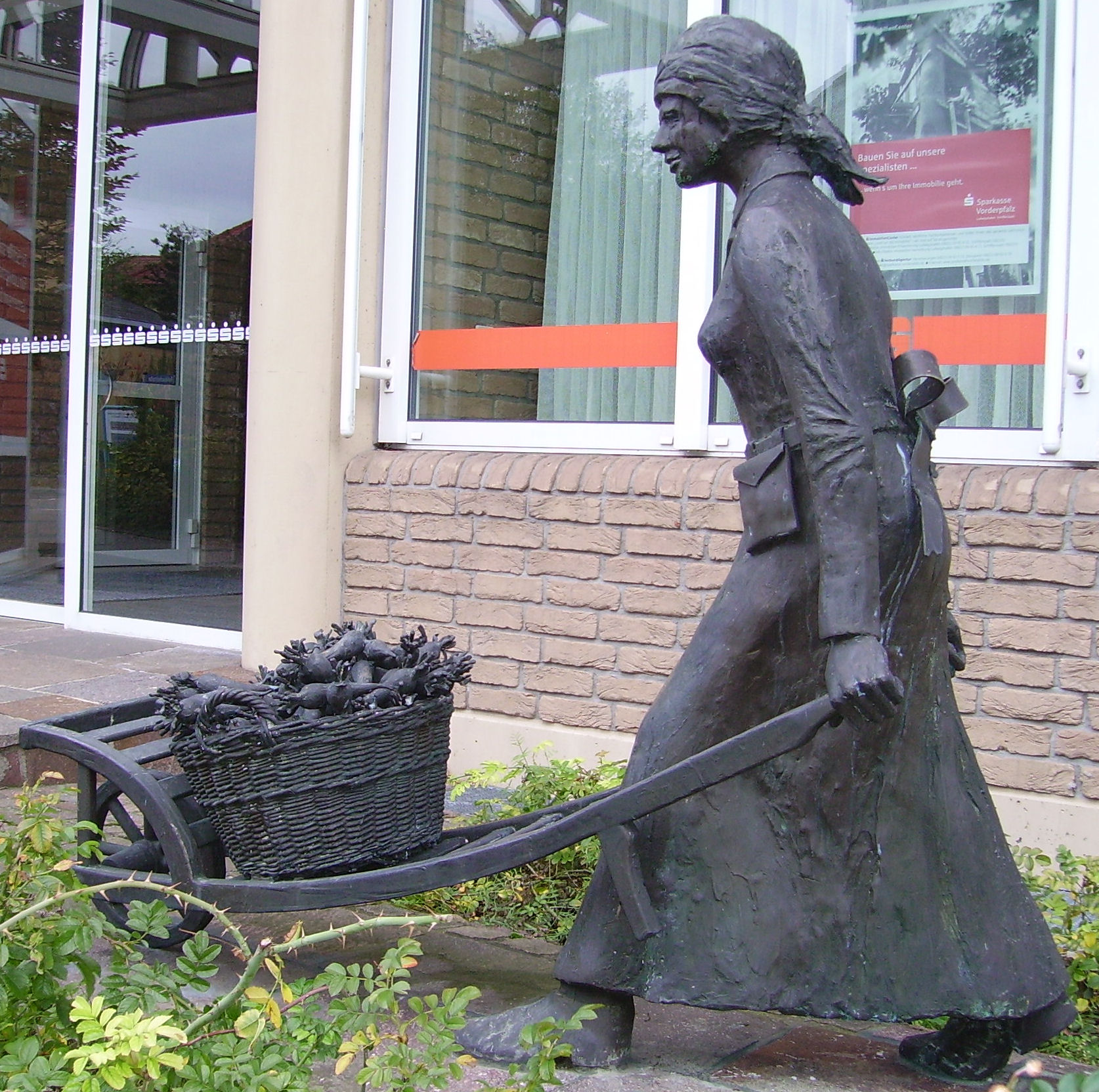
Rettichfrau-Denkmal

Schifferstadt liegt in einem der bedeutendsten Gemüseanbaugebiete Deutschlands. Es verfügt über eine Anbaufläche von rund 1000 ha. Im Gebiet um Schifferstadt werden 85 % der deutschen Radieschenernte erzielt. Dort befinden sich der größte Rettich- und der größte Möhrenanbaubetrieb Deutschlands. Weitere Hauptanbaupflanzen sind Zwiebeln und Zucchini. Bis Anfang des 20. Jahrhunderts war Schifferstadt auch ein bedeutendes Tabakanbaugebiet. Die Rohtabakfabrik C. A. Ringwald bestand dort bis zum Jahr 1995.
Schifferstadt wurde bekannt für seinen Rettich und feiert alljährlich ein fünftägiges Rettichfest, zu dem eine Rettichpolka und das traditionelle Rettichboxen gehören sowie alle fünf Jahre ein Rettichfestumzug. Der Rettich wird hauptsächlich „pur“ verzehrt und dafür zu einer Rettichspirale geschnitten, die mit Schnittlauch garniert zum Bier gereicht wird. Der Rettichanbau in Schifferstadt wird seit 1920 gefördert und wurde von zunehmender Bedeutung für die heimische Landwirtschaft.

### Behörden
Neben der Stadtverwaltung gibt es eine Polizeiinspektion (Schutzpolizei, Kriminalpolizei und Verkehrsdirektion), das Ordnungsamt, ein Notariat und eine Jugendstrafanstalt (JSA) vor. Die am Ort ansässige Bereitschaftspolizei wurde 2013 geschlossen und nach Enkenbach verlegt.

### Freizeit und Erholung
Für Freizeitmöglichkeiten hat Schifferstadt einen Golfplatz, ein Strandbad, ein Hallen- und Freibad, Minigolf, 900 Hektar Stadtwald, ein Sportzentrum, Sportanlagen, Bolzplätze, Spielplätze, Basketballplätze, Parks, ein Bowlingcenter, Veranstaltungen, ein Jugendzentrum, eine Konzerthalle, ein Skatepark, mehrere Boulebahnen, eine Grillhütte, ein Museum, eine Kletterwand, Konzerte und Ausstellungen, einen Ponyhof, Vereine und ähnliche.

### Park- und Grünanlagen
Neben den großen 900 Hektar Stadtwaldflächen im Süden und Wiesen um die Stadt besitzt Schifferstadt einige Parkanlagen.
- Nordpark: Im Nordpark (Bahnweiher) dient eine Liegewiese als Ruhezone, es gibt Tischtennisplatten, zwei Spielplätze, Sitzbänke, einen See und eine Gaststätte mit Biergarten am Wasser.
- Südpark mit dem Schwanenweiher, einer kleinen Parkanlage im Süden der Stadt, mit großem Teich, Springbrunnen und Spielplatz.
- Vogelpark: Im Vogelpark gibt es eine Gaststätte, verschiedene Tierarten und einen Spielplatz.
- Der Stadtwald bietet Möglichkeiten für Wanderer, Jogger, Radtouren und die Freizeitgestaltung.
- Das Biosphärenreservat „Grüne Lunge“ liegt ungefähr 300 Meter westlich der Innenstadt und ist komplett der Natur überlassen.
- Der Stadtpark liegt auf dem Gelände des alten Stadtfriedhofes, dieser befindet sich am Rand der Innenstadt von Schifferstadt.

### Öffentliche Einrichtungen
An weiteren öffentlichen Einrichtungen verfügt Schifferstadt als Mittelzentrum über eine Stadtbibliothek, die Stadtwerke, 11 Kindergärten und -tagesstätten, den Jüdischen Friedhof, den Stadtfriedhof, den Waldfriedhof, ein Museum, die Kreisbauschuttdeponie, ein Alten- und Pflegeheim, eine Seniorenresidenz, Betreutes Wohnen, eine Sozialstation, ein Behindertenheim, fünf Gemeindezentren, das Wasserwerk, das Gaswerk, den Bauhof, die DRK-Rettungswache, die Feuerwache, die SEG-Rettungswache, den Festplatz, das Notariat, sechs Kirchen und das Jugendzentrum.

### Sportanlagen
Für sportliche Aktivitäten stehen zwei Fitnesscenter, ein Hallen- und Freibad, Fußballplätze, Tennisplätze mit Tennishalle, ein Squashcenter, ein Golfplatz, ein Leichtathletikstadion, ein Kegelcenter, eine Reitanlage, Sporthallen, eine Kletterwand, Städtische und weitere Sportanlagen zur Verfügung.

### Veranstaltungen
Regelmäßige Veranstaltungen:
- Februar: Straßenfasnacht
- April: Frühlingsmarkt
- Mai bis September: Waldfeste
- Mai: Triathlon „Goldener Hut“
- Juni: Oldtimer-Rallye
- Juni: Rettichfest (Stadtlauf, Messe, Festzelte, Radrennen, Boxen, Verkaufsoffener Sonntag, Rettichfestumzug alle fünf Jahre – nächster: 2021)
- Juli: Fischerfest
- Sommer: Swinging (Jazz in verschiedenen Restaurants der Innenstadt)
- Sommer: Stadtfest
- August: Jazz im Grünen (Open-Air Festival)
- September: Stadtteilfest „Dörfelfest“
- September: Obst- und Gemüsetag
- November/Dezember: Weihnachtsmarkt
- Dezember: Silvesterlauf

## Bildung

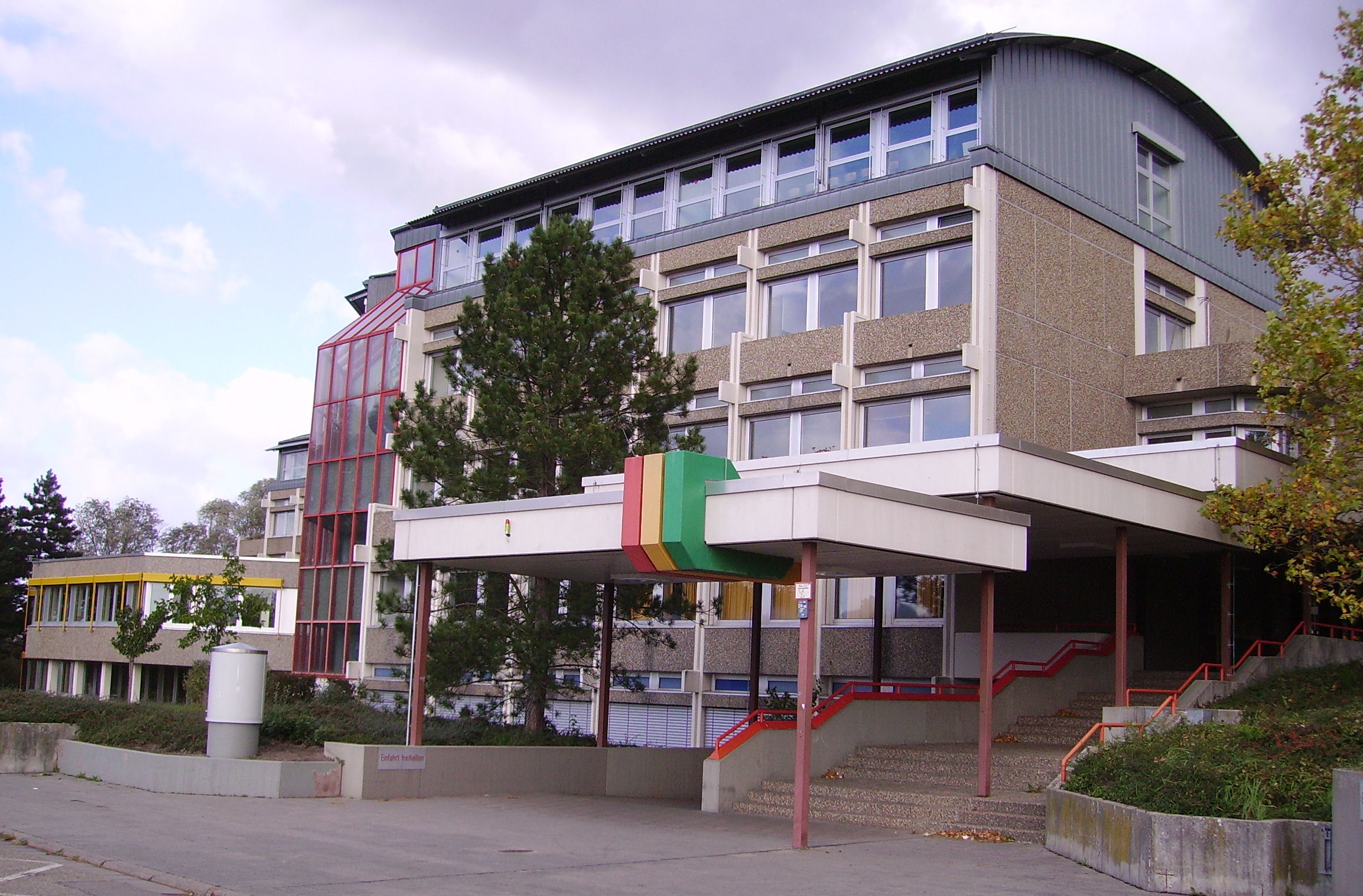
Gymnasium Schifferstadt

### Grundschulen
- Grundschule Süd (seit Beginn des Schuljahres 2006/2007 wurde dort die Ganztagsschule in Angebotsform eingeführt.)
- Grundschule Nord

### Weiterführende Schulen
- Realschule plus im Paul-von-Denis-Schulzentrum
- Fachoberschule im Paul-von-Denis-Schulzentrum
- Gymnasium im Paul-von-Denis-Schulzentrum

### Förderschulen
- Salierschule (Schule mit dem Förderschwerpunkt Lernen)

### Sonstige Schulen
- Volkshochschule
- Musikschule des Rhein-Pfalz-Kreis
- Sportschule Rheinland-Pfalz
- JSA Schifferstadt (Möglichkeit des Hauptschulabschlusses für jugendliche Strafgefangene)

## Persönlichkeiten

### Ehrenbürger
- 1899: Ernst Ripplinger (1829–1905), katholischer Priester[68]
- 1939: Karl Kolb (1915–1943), Jagdflieger[69]
- 1954: Georg Sturm (1888–1954), Heimatforscher[70]
- 1969: Wilfried Dietrich (1933–1992), Olympiasieger im Ringen, „Kran von Schifferstadt“
- 1995: Theo Magin (1932–2025), Politiker (CDU)

### Söhne und Töchter der Stadt
- Jakob Reeb (1842–1917), katholischer Priester und Politiker
- Hermann Weinacht (1845–etwa 1905), Kriegsheld 1870/71
- Joseph Schwind (1851–1927), katholischer Priester, Domkapitular und Generalvikar der Diözese Speyer, Päpstlicher Hausprälat, Berater und Seelenführer der Heiligen Edith Stein
- Eugen Emnet (1883–1966), Verwaltungsjurist und Ministerialbeamter
- Georg May (1886–1937), pfälzischer Separatistenführer[71][72]
- Ludwig Bohrmann (1895–1952), Politiker (SPD)
- Franz Funk (1905–1987), Musiker, Komponist, Arrangeur und Textdichter[73][74]
- Ernst Johann (1909–1980), Schriftsteller und Journalist
- Helmine Held (1916–2002), Generaloberin des Bayerischen Roten Kreuzes
- Emil Schuster (1921–2010), Lehrer und Schriftsteller[75][76]
- Heinz Hoffmann (1923–1999), Mediziner, Pädagoge und Ingenieur
- Werner Sattel (* 1932), Chirurg und Universitätsprofessor in Göttingen[77]
- Theo Magin (1932–2025), Politiker (CDU)
- Wilfried Dietrich (1933–1992), Ringer
- Paul Neff (* 1938), Ringer und zweimaliger Vizeeuropameister
- Jochen Frisch (* 1958), Künstler
- Bernd Gerber (* 1961), Fußballspieler
- Alexandra Engelhardt (* 1982), Ringerin
- Philip Jalalpoor (* 1993), deutsch-iranischer Basketballspieler

### Personen, die in der Stadt gewirkt haben
- Hieronymus Bock (1498–1554), Botaniker und Theologe, lebte zeitweise vor Ort
- Ernst von Gagern (1807–1865), katholischer Pfarrer, Spross eines bekannten Adelsgeschlechts
- Albert Ferber (1923–2010), deutscher Meister im Halbschwergewicht (Ringen)
- Hans-Jürgen Veil (* 1946), olympischer Silbermedaillengewinner 1972 im Ringen (VfK Schifferstadt)
- Stefan Jambo (* 1958), Fußballspieler
- Bernhard Kukatzki (* 1960 in Speyer), Historiker, Publizist und Politiker (Grüne, dann SPD)
- Markus Scherer (* 1962 in Ludwigshafen), olympischer Silbermedaillengewinner 1984 im Ringen (VfK Schifferstadt)
- Claudio Passarelli (* 1965 in Ludwigshafen), Ringer und Weltmeister von 1989
- Markus Kranz (* 1969), Fußballspieler, Deutscher Meister 1991
- Eva-Maria Obermann (* 1987 in Speyer), Literaturwissenschaftlerin und Schriftstellerin.
- Denis Kudla (* 1994), olympischer Bronzemedaillengewinner 2016 im Ringen (VfK Schifferstadt)

### Bibliografie
- Martina Kees: Schifferstadter Bibliographie. In: Bernhard Kukatzki (Red.): Schifferstadt. Geschichte und Geschichten. Stadt, Schifferstadt 1998, ISBN 3-00-002473-5, S. 823–848.

### Ortsgeschichte
- Lorenz Mayer: Heimatkunde. Ein Beitrag zur Geschichte der Dörfer Schifferstadt und Otterstadt und Umgebung oder: Ein Stücklein aus Frankens alten Tagen. Selbstverlag, Otterstadt, 1908 (Online).
- Georg Sturm: Geschichte meiner Heimatgemeinde. Stadt, Schifferstadt 1961.
- Emil Sold: Von Bauern, Bomben und Besatzungszeiten. Bürger protokollieren Heimatgeschichte. Schifferstadt 1856–1948. Hrsg.: Stadtsparkasse (= Beiträge zur Schifferstadter Ortsgeschichte. Nr. 7). Schifferstadt 1994.
- Bernhard Kukatzki (Red.): Schifferstadt. Geschichte und Geschichten. Stadt, Schifferstadt 1998, ISBN 3-00-002473-5.
- Gerhard Sellinger: Beiträge zur Schifferstadter Geschichte. Geier-Druck-Verlag, Schifferstadt 2004.
- Gerhard Sellinger: Schifferstadt im 1. Weltkrieg 1914–1918. Hrsg.: Verein für Heimatpflege und Stadtarchiv. Schifferstadt 2014.

### Bildbände
- Martin Kerth: Aus Schifferstadts Vergangenheit. 210 Tuschzeichnungen, davon 3 farbig, gezeichnet von Martin Kerth. Verein für Heimatpflege, Schifferstadt 1979.
- Gerhard Fischer (Text): Schifferstadt. Vun morgens bis owends. Ein Portrait in 216 Bildern. Stadtverwaltung, Schifferstadt 1989.
- Bernhard Kukatzki: Schifferstadt. Ein historischer Bilderbummel. Sutton, Erfurt 2000, ISBN 3-89702-233-8.
- Schifferstadt. 1950–2000. Bilder aus einem halben Jahrhundert. Verein für Heimatpflege, Schifferstadt 2000.
- Herbert Wagner, Gerhard Sellinger: Schifferstadt auf alten Postkarten. Ein heimatkundlicher Spaziergang durch ein aufstrebendes Dorf. Geier-Druck-Verlag, Schifferstadt 2005.

### Biografie
- Monika Schleicher: Schifferstadter Originale. Eine Sammlung der Magazin-Serie im Schifferstadter Tagblatt. Teil 1–2. Geier-Druck-Verlag, Schifferstadt 2009–2010.

### Bevölkerung
- Emil Georg Sold, Bernhard Kukatzki: Die Schifferstadter Juden. Ein Lesebuch. Stadtsparkasse, Schifferstadt 1988.
- Orte der Erinnerung. Zum Gedenken an die Schifferstadter Juden. Hrsg.: Stadtarchiv Schifferstadt. Konzeption, Gestaltung, Texte: Gerhard Sellinger und Johann Benedom. Geier Druck Verlag, Schifferstadt 2012.
- Johann Benedom: Familien und Einwohner in Schifferstadt. Bd. 1. 2, Teil A. B. Benedom, Schifferstadt 2001–2006.